# Delegació del Govern d'Espanya a Extremadura
La Delegació del Govern a Extremadura és l'organisme de l'Administració Pública d'Espanya, dependent de la Secretaria d'Estat de Política Territorial, pertanyent al Ministeri de Política Territorial i Funció Pública, encarregat d'exercir la representació del Govern d'Espanya en la comunitat autònoma d'Extremadura.
La seva seu es troba a la ciutat de Badajoz, que també és seu de la seva respectiva subdelegació provincial.

## Delegats del Govern a Extremadura

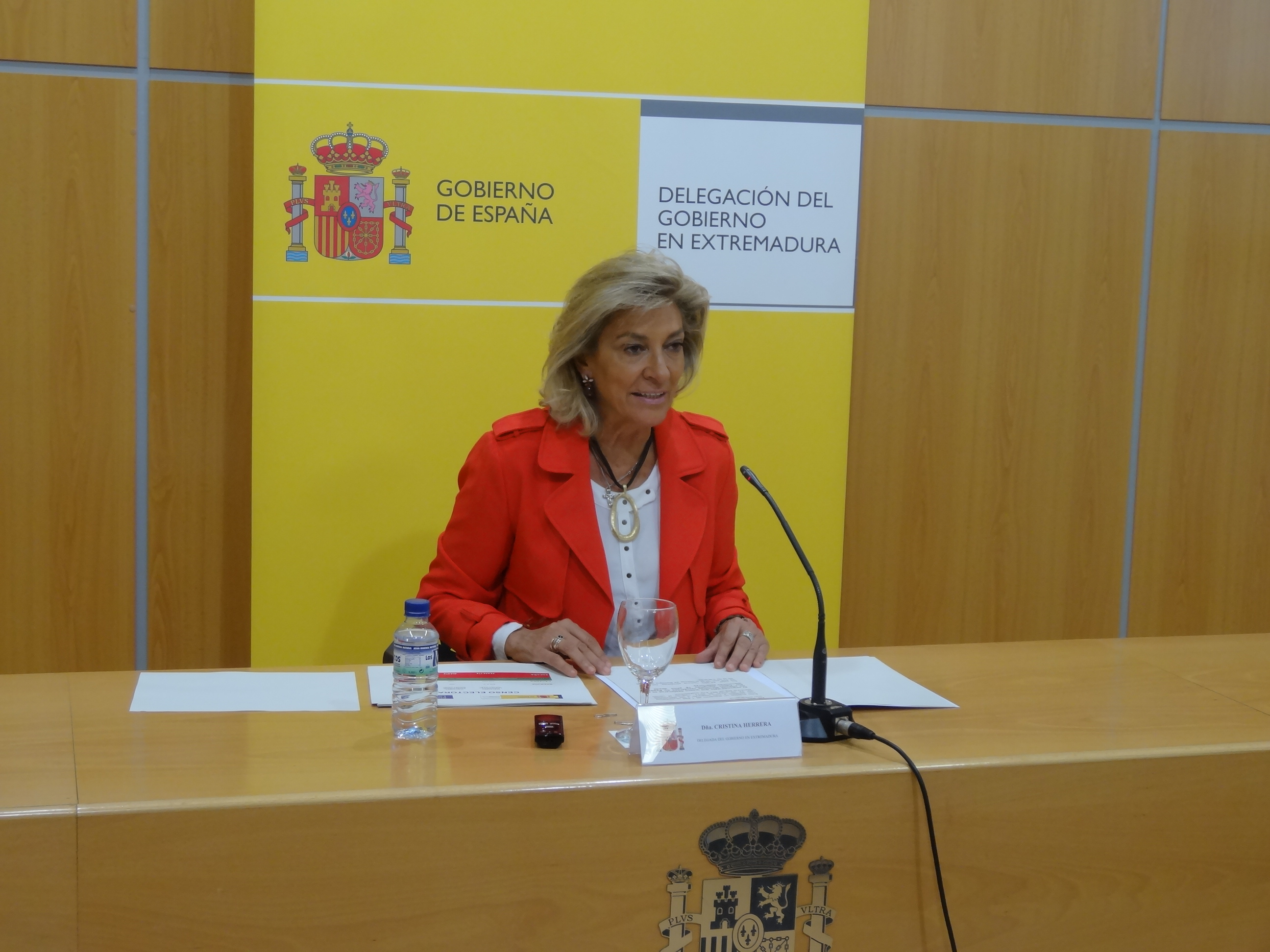
María Cristina Herrera Santa-Cecilia, anterior delegada del Govern an Extremadura.

L'organisme està dirigit per un delegat, nomenat pel Govern, les funcions del qual, segons l'article 154 de la Constitució espanyola, són les de dirigir l'Administració de l'Estat al territori de la Comunitat Autònoma i la coordinarà, quan escaigui, amb l'administració pròpia de la Comunitat.
Han estat delegats del Govern a Extremadura:
- Yolanda García Seco (2018-actualitat)][3]
- María Cristina Herrera Santa-Cecilia (2015-2018)[3]
- Germán López Iglesias (2012-2015)
- Alejandro Ramírez del Molino Morán (2012)
- Carmen Pereira Santana (2004-2012)
- Óscar Baselga Laucirica (1996-2004)
- Alicia Izaguirre Albiztur (1993-1996)
- Ángel Olivares Ramírez (1990-1993)
- Juan Ramírez Piqueras (1984-1990)

## Seu
La seu de la Delegació del Govern d'Espanya en la Comunitat Autònoma d'Extremadura (nom oficial) es troba a la ciutat de Badajoz, a causa dels vincles històrics com a capital de l'antiga Província d'Extremadura, conservant així la seva rellevància a la regió. Badajoz és la ciutat més poblada d'aquesta comunitat, així com el seu centre econòmic.

## Subdelegacions del Govern a Extremadura
L'organisme està dirigit pel subdelegat del Govern, depenent orgànicament del delegat del Govern. La Delegació del Govern explica, al seu torn, amb dues subdelegacions provincials, amb seu a les seves respectives capitals provincials: una en la província de Badajoz (amb seu també a la ciutat de Badajoz) i una altra en la província de Càceres (amb seu a la ciutat de Càceres).

### Subdelegació del Govern a Badajoz
La Subdelegació del Govern a Badajoz és l'organisme de la Administració Pública d'Espanya, dependent de la Secretaria d'Estat de Política Territorial, pertanyent al Ministeri d'Hisenda i Administracions Públiques, encarregat d'exercir la representació del Govern d'Espanya en la província de Badajoz. Comparteix la mateixa seu amb la Delegació del Govern a Extremadura. L'actual subdelegat del Govern d'Espanya a la província de Badajoz és Francisco Alejandro Mendoza Sánchez.

### Subdelegació del Govern a Càceres
La Subdelegació del Govern a Càceres és l'organisme de la Administració Pública d'Espanya, dependent de la Secretaria d'Estat de Política Territorial, pertanyent al Ministeri d'Hisenda i Administracions Públiques, encarregat d'exercir la representació del Govern d'Espanya en la província de Càceres. L'actual subdelegat del Govern d'Espanya a la província de Càceres és José Antonio García Muñoz.